# Ezzonen
De Ezzonen zijn de afstammelingen van Erenfried I (ca. 845 - na 14 juni 904), graaf in de Duitse Bliesgouw. 
Uit zijn huwelijk met Adelgonde van Bourgondië komt in de vierde generatie Erenfried III voort, beter bekend als Ezzo van Lotharingen. Deze is graaf in de Auelgouw en Bonngouw en paltsgraaf van Lotharingen (996 - 1034). Ezzo huwt met Mathilde, een dochter van keizer Otto II en is de naamgever van de dynastie met gebieden in het grensgebied van het tegenwoordige Frankrijk en Duitsland. 

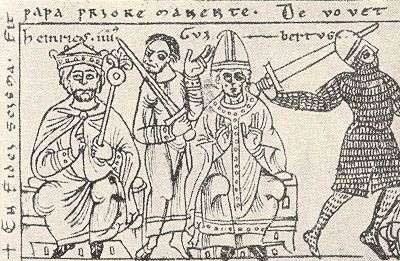
De keizerkroning van Hendrik IV (links) door tegenpaus Clemens III (31 maart 1084). Tussen hen beide staat als ceremoniezwaarddrager, paltsgraaf Herman II van Lotharingen (pentekening in de kroniek van Otto van Fresing, Codex Jenensis Bose q.6 (1157)).

De Ezzonen waren een van de machtigste families in het Heilige Roomse Rijk van de negende en de tiende eeuw. Bekende leden waren onder andere:
- Erenfried I van de Bliesgouw, graaf van de Bliesgouw, Scarpone, Keldagouw, Bonngouw en Charmois (speelde een belangrijke rol in de slag op het Lechveld)
- Everhard (± 870 - na 937), genoemd als graaf van de Keldagouw en de Bonngouw. Mogelijk de graaf Everhard die namens Hendrik de Vogelaar over vrede onderhandelt met Lotharingen.
- Diederik (± 905 - voor 964), graaf van de Betuwe, Drenthe, Salland en de pagus Forestensis, gehuwd met Amalrada
- Erenfried II (± 910 - voor 970), graaf van Keldagouw, Zülpichgouw, Bonngouw, Hettergouw, Duffelgouw, Hubbelrath en Hoei, voogd van de Abdij van Stavelot. Nam deel aan de slag op het Lechveld. Gehuwd met Richwara van de Zülpichgouw († 920 - voor 10 juni 963).
- Herman van Lotharingen, Pusillus ("de Zwakke")
- Erenfried III (Ezzo)
- Hezzelin (Herman), († 20 november 1033, begraven te Brauweiler), graaf van de Zulpikgouw en voogd van de Abdij Kornelimünster.
- Richenza, abdis van de Abdij van Nijvel
- Erenfried († na 999), abt van Gorze en de Abdij van Sint-Truiden

## Paltsgraven van Lotharingen
- Wigerik, graaf in de Bidgouw (ca. 915 - voor 921/922) (Huis Ardennen)
- Godfried, graaf van Gulik (ca. 905–950) (Matfrieden)

Ezzonen:
- Herman van Lotharingen, Pusillus ("de Tengere") (989–996)
- Ezzo (996–1034), zoon
- Otto I (1035–1045; † 1047), zoon
- Hendrik I (1045–1060; † 1061), in 1060 afgezet
- 1060–1064: vacant
- Herman II (1064–1085), tussen 1060 en 1064 als slechts gouwgraaf onder de voogdij van de aartsbisschop Anno II van Keulen

## Verder lezen
- M. Parisse, art. Ezzonen, in Lexikon des Mittelalters 4 (1989), coll. 199-201.